# Łyżwiarstwo szybkie na Zimowych Igrzyskach Olimpijskich 2022 – bieg masowy mężczyzn
Bieg masowy mężczyzn rozgrywany w ramach łyżwiarstwa szybkiego na Zimowych Igrzyskach Olimpijskich 2022 odbył się 19 lutego w hali National Speed Skating Oval w Pekinie.

## Terminarz
| Data      | Konkurencja | Godzina rozpoczęcia | Godzina rozpoczęcia |
| Data      | Konkurencja | UTC+08:00           | CET                 |
| --------- | ----------- | ------------------- | ------------------- |
| 19 lutego | Półfinały   | 15:00               | 08:00               |
| 19 lutego | Finał       | 16:30               | 09:30               |

## Wyniki

### Półfinały

#### Półfinał 1
| Miejsce | Zawodnik                 | Reprezentacja               | Okrążenia | Punkty | Czas    | Uwagi |
| ------- | ------------------------ | --------------------------- | --------- | ------ | ------- | ----- |
| 1.      | Kristian Ulekleiv        | Norwegia                    | 16        | 60     | 7:56,67 | Q     |
| 2.      | Bart Swings              | Belgia                      | 16        | 44     | 7:56,74 | Q     |
| 3.      | Ning Zhongyan            | Chińska Republika Ludowa    | 16        | 20     | 7:56,75 | Q     |
| 4.      | Chung Jae-won            | Korea Południowa            | 16        | 12     | 7:56,76 | Q     |
| 5.      | Daniił Ałdoszkin         | Rosyjski Komitet Olimpijski | 16        | 6      | 7:56,83 | Q     |
| 6.      | Antoine Gélinas-Beaulieu | Kanada                      | 16        | 3      | 7:56,93 | Q     |
| 7.      | Sven Kramer              | Holandia                    | 16        | 3      | 7:58,22 | Q     |
| 8.      | Seitarō Ichinohe         | Japonia                     | 16        | 3      | 7:58,54 | Q     |
| 9.      | Haralds Silovs           | Łotwa                       | 16        | 3      | 7:59,50 |       |
| 10.     | Dmitrij Morozow          | Kazachstan                  | 16        | 2      | 8:08,73 |       |
| 11.     | Michele Malfatti         | Włochy                      | 16        | 1      | 8:02,09 |       |
| 12.     | Stefan Due Schmidt       | Dania                       | 16        | 0      | 7:58,01 |       |
| 13.     | Ian Quinn                | Stany Zjednoczone           | 16        | 0      | 7:58,03 |       |
| 14.     | Zbigniew Bródka          | Polska                      | 16        | 0      | 8:17,49 |       |
| 99 !    | Felix Rijhnen            | Niemcy                      | DSQ       | DSQ    | DSQ     |       |

#### Półfinał 2
| Miejsce | Zawodnik           | Reprezentacja               | Okrążenia | Punkty | Czas    | Uwagi |
| ------- | ------------------ | --------------------------- | --------- | ------ | ------- | ----- |
| 1.      | Andrea Giovannini  | Włochy                      | 16        | 60     | 7:43,58 | Q     |
| 2.      | Lee Seung-hoon     | Korea Południowa            | 16        | 40     | 7:43,63 | Q     |
| 3.      | Livio Wenger       | Szwajcaria                  | 16        | 20     | 7:44,08 | Q     |
| 4.      | Gabriel Odor       | Austria                     | 16        | 10     | 7:44,28 | Q     |
| 5.      | Jordan Belchos     | Kanada                      | 16        | 8      | 7:46,05 | Q     |
| 6.      | Ryosuke Tsuchiya   | Japonia                     | 16        | 7      | 7:48,43 | Q     |
| 7.      | Joey Mantia        | Stany Zjednoczone           | 16        | 6      | 7:44,37 | Q     |
| 8.      | Jorrit Bergsma     | Holandia                    | 16        | 3      | 7:44,42 | Q     |
| 9.      | Peter Michael      | Nowa Zelandia               | 16        | 2      | 7:58,04 |       |
| 10.     | Viktor Hald Thorup | Dania                       | 16        | 1      | 8:21,94 |       |
| 11.     | Artur Janicki      | Polska                      | 16        | 0      | 7:44,48 |       |
| 12.     | Wang Haotian       | Chińska Republika Ludowa    | 16        | 0      | 7:46,30 |       |
| 13.     | Ihnat Haławaciuk   | Białoruś                    | 16        | 0      | 7:53,59 |       |
| 14.     | Peder Kongshaug    | Norwegia                    | 14        | 0      | 6:55,43 |       |
| 15.     | Rusłan Zacharow    | Rosyjski Komitet Olimpijski | 5         | 0      | 2:49,52 |       |

### Finał
| Miejsce | Zawodnik                 | Reprezentacja               | Okrążenia | Punkty | Czas     |
| ------- | ------------------------ | --------------------------- | --------- | ------ | -------- |
| 01 !    | Bart Swings              | Belgia                      | 16        | 63     | 7:47,11  |
| 02 !    | Chung Jae-won            | Korea Południowa            | 16        | 40     | 7:47,18  |
| 03 !    | Lee Seung-hoon           | Korea Południowa            | 16        | 20     | 7:47,204 |
| 4.      | Joey Mantia              | Stany Zjednoczone           | 16        | 10     | 7:47,206 |
| 5.      | Daniił Ałdoszkin         | Rosyjski Komitet Olimpijski | 16        | 6      | 7:47,59  |
| 6.      | Ryosuke Tsuchiya         | Japonia                     | 16        | 6      | 7:58,82  |
| 7.      | Livio Wenger             | Szwajcaria                  | 16        | 4      | 7:47,86  |
| 8.      | Seitaro Ichinohe         | Japonia                     | 16        | 3      | 7:48,56  |
| 9.      | Jorrit Bergsma           | Holandia                    | 16        | 3      | 7:50,25  |
| 10.     | Gabriel Odor             | Austria                     | 16        | 2      | 8:10,46  |
| 11.     | Andrea Giovannini        | Włochy                      | 16        | 0      | 7:47,93  |
| 12.     | Ning Zhongyan            | Chińska Republika Ludowa    | 16        | 0      | 7:48,07  |
| 13.     | Jordan Belchos           | Kanada                      | 16        | 0      | 7:48,14  |
| 14.     | Kristian Ulekleiv        | Norwegia                    | 16        | 0      | 7:48,52  |
| 15.     | Antoine Gélinas-Beaulieu | Kanada                      | 16        | 0      | 8:13,35  |
| 16.     | Sven Kramer              | Holandia                    | 14        | 0      | 7:13,37  |